# Robert McElroy
Robert Walter McElroy (ur. 5 lutego 1954 w San Francisco) – amerykański duchowny rzymskokatolicki, doktor teologii moralnej i nauk politycznych, biskup pomocniczy San Francisco w latach 2010–2015, biskup diecezjalny San Diego w latach 2015–2025, kardynał prezbiter od 2022, arcybiskup metropolita waszyngtoński od 2025.

## Życiorys
Święcenia kapłańskie otrzymał 12 kwietnia 1980 i inkardynowany został do archidiecezji San Francisco. Pracował głównie jako duszpasterz parafialny, był także m.in. seketarzem arcybiskupim oraz wikariuszem generalnym archidiecezji.
6 lipca 2010 mianowany biskupem pomocniczym San Francisco ze stolicą tytularną Gemellae in Byzacena. Sakry udzielił mu 7 września 2010 arcybiskup George Niederauer. Odpowiadał za kwestie parafii.
3 marca 2015 papież Franciszek mianował go biskupem diecezji San Diego. Ingres odbył się 15 kwietnia 2015. 
29 maja 2022 podczas modlitwy Regina Coeli papież Franciszek ogłosił jego nominację kardynalską. 27 sierpnia McElroy został kreowany kardynałem prezbiterem i otrzymał kościół tytularny San Frumenzio ai Prati Fiscali.
6 stycznia 2025 papież Franciszek mianował go arcybiskupem metropolitą waszyngtońskim i tym samym kanclerzem na Katolickim Uniwersytecie Ameryki. Ingres do bazyliki Niepokalanego Poczęcia w Waszyngtonie odbył 11 marca 2025. Brał udział w konklawe 2025, które wybrało papieża Leona XIV. Paliusz otrzymał z rąk papieża Leona XIV w dniu 29 czerwca 2025.